# Municipio de Centreville
El municipio de Centreville (en inglés: Centreville Township) es un municipio ubicado en el condado de St. Clair en el estado estadounidense de Illinois. En el año 2010 tenía una población de 25386 habitantes y una densidad poblacional de 333,55 personas por km².

## Geografía
El municipio de Centreville se encuentra ubicado en las coordenadas 38°34′28″N 90°8′55″O / 38.57444, -90.14861. Según la Oficina del Censo de los Estados Unidos, el municipio tiene una superficie total de 76.11 km², de la cual 72.26 km² corresponden a tierra firme y (5.06%) 3.85 km² es agua.

## Demografía
Según el censo de 2010, había 25386 personas residiendo en el municipio de Centreville. La densidad de población era de 333,55 hab./km². De los 25386 habitantes, el municipio de Centreville estaba compuesto por el 27.35% blancos, el 69.81% eran afroamericanos, el 0.23% eran amerindios, el 0.18% eran asiáticos, el 0.01% eran isleños del Pacífico, el 0.71% eran de otras razas y el 1.72% pertenecían a dos o más razas. Del total de la población el 1.49% eran hispanos o latinos de cualquier raza.